# Ровное (Синельниковский район)
Ровное (укр. Рівне) — село, Дубовиковская сельская община, Синельниковский район, Днепропетровская область, Украина.
Код КОАТУУ — 1220755704. Население по переписи 2001 года составляло 76 человек.

## Географическое положение
Село Ровное находится на расстоянии в 0,5 км от села Петриково и в 1-м км от пгт Чаплино. По селу протекает пересыхающий ручей с запрудой.